# Дорнод
Дорнод (на монголски: Дорнод, буквално: Източен) е един от 21 аймаци в Монголия. Административният център на аймака е град Чойбалсан, който е 4-тият по население град в Монголия.
На север граничи с Русия, на югоизток и изток – с Китай, на югозапад – с аймака Сухе Батор, а на запад – с Хентий.
Площта му е 123 600 квадратни километра, а населението – 82 295 души (по приблизителна оценка от декември 2018 г.).
Дорнод е създаден през 1941 г. по време на значителна административна реорганизация като аймак Чойбалсан, на името на монголския комунистически лидер Хорлогийн Чойбалсан, управлявал страната от края на 1930-те години до смъртта си през 1952. Административният център, който дотогава се казвал Баян Тумен, също получава името Чойбалсан. През 1963 г. аймакът е преименуван на Дорнод, но столицата му запазва името си.
До аймака може да се стигне с вътрешната самолетна линия Улан Батор – Чойбалсан.

## Административно деление
| Сум         | Монголски                  | Площ (км²) |
| ----------- | -------------------------- | ---------- |
| Баяндун     | на монголски: Баяндун      | 6237       |
| Баянтумен   | на монголски: Баянтүмэн    | 8321       |
| Баян Ул     | на монголски: Баян-Уул     | 5623       |
| Булган      | на монголски: Булган       | 7111       |
| Чойбалсан   | на монголски: Чойбалсан    | 10 152     |
| Чулунхорот  | на монголски: Чулуунхороот | 6539       |
| Дашбалбар   | на монголски: Дашбалбар    | 8713       |
| Гурванзагал | на монголски: Гурванзагал  | 5252       |
| Халхгол     | на монголски: Халхгол      | 28 093     |
| Хьольонбуйр | на монголски: Хөлөнбуйр    | 3773       |
| Матад       | на монголски: Матад        | 22 831     |
| Сергелен    | на монголски: Сэргэлэн     | 4169       |
| Херлен *    | на монголски: Хэрлэн       | 281        |
| Цаган Ово   | на монголски: Цагаан-Овоо  | 6502       |

* В този сум е разположен град Чойбалсан